# رين فوروياما
رين فوروياما (باليابانية: 古山 蓮) (مواليد 11 نوفمبر 1998) هو لاعب كرة قدم ياباني.

## وصلات خارجية
- رين فوروياما على موقع رابطة كرة القدم اليابانية للمحترفين (اليابانية)
- رين فوروياما على موقع Soccerway.com (الإنجليزية)